# Monte de Santa Tecla
El monte de Santa Tecla (Santa Trega en gallego) es una elevación de 341 m de altitud situada en el extremo más sudoccidental de Galicia (España), en el municipio de La Guardia. 
Desde la cima de este monte, de pronunciadas pendientes, se domina la desembocadura del río Miño, el océano Atlántico y los montes de Portugal y España, por lo que constituye un enclave estratégico habitado desde mucho antes del asentamiento del Castro de Santa Tecla, como atestiguan petroglifos allí encontrados de más de 2000 años de antigüedad. 
En él se encuentra la iglesia de Santa Tecla y cercano a la puerta del templo una lápida de piedra con multitud de marcas de cantería, colocada con ocasión del festival de 1979 en honor a los poveiros de Póvoa de Varzim (Portugal). Al parecer, se trata de una reproducción en piedra de la puerta de madera original de la ermita, que contenía esas marcas/siglas; es de destacar su similitud con las existentes en iglesias, monasterios, etc. en la Europa medieval.
En él se celebra, en el mes de agosto, la fiesta más importante del lugar, conocida como Fiesta del Monte, declarada de interés turístico.

## Siglas poveiras / Marcas de cantería
Se han identificado un total de 80 marcas/siglas de 40 tipos diferentes.
| Zona | Tramo | Marcas | Tipos | Graffiti | Inscripción |
| ---- | ----- | ------ | ----- | -------- | ----------- |
|      |       | 80     | 39    | 1        |             |

## Galería de imágenes

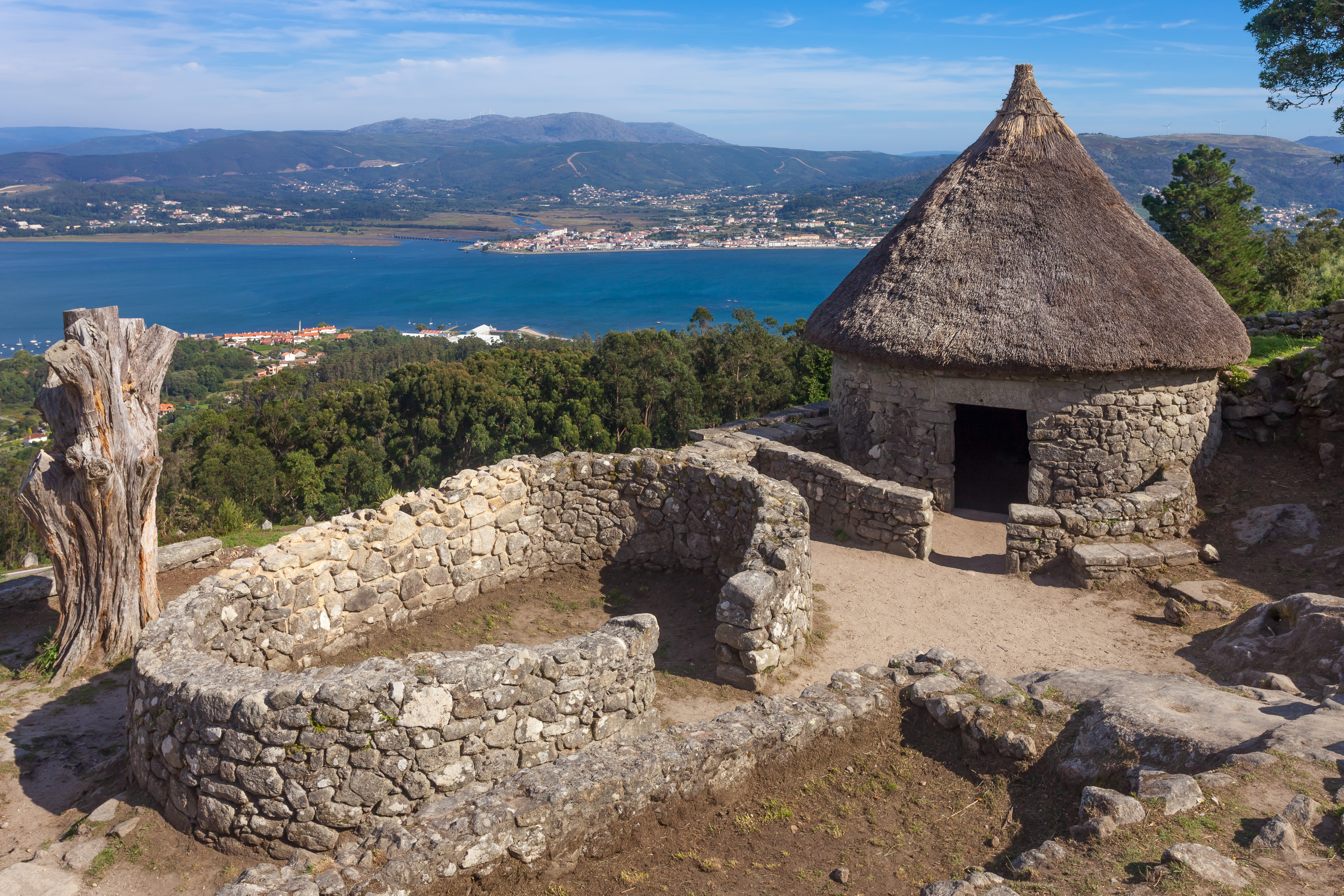
Una de las viviendas reconstruidas del castro de Santa Trega
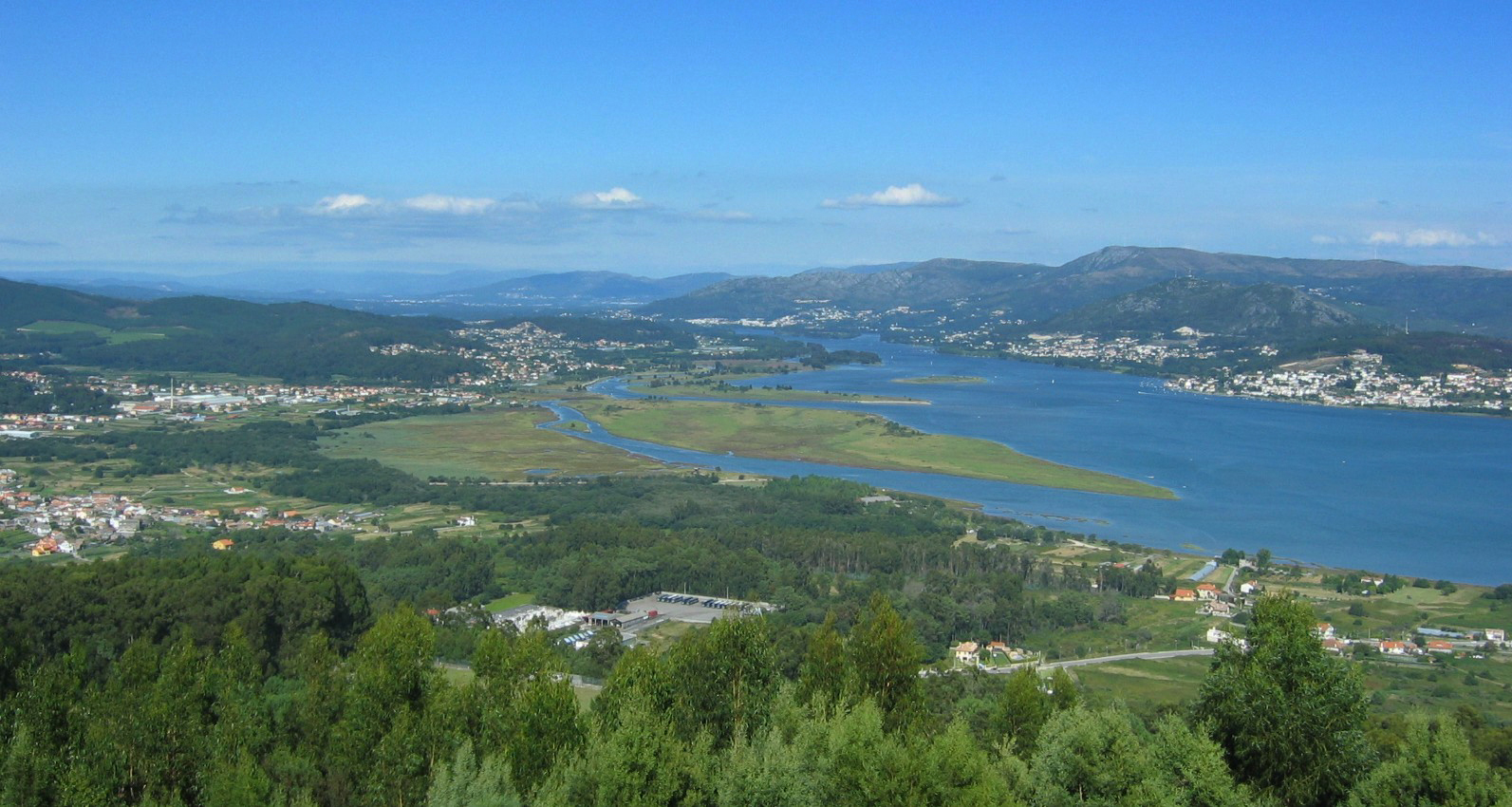
Desembocadura del río Miño desde el monte
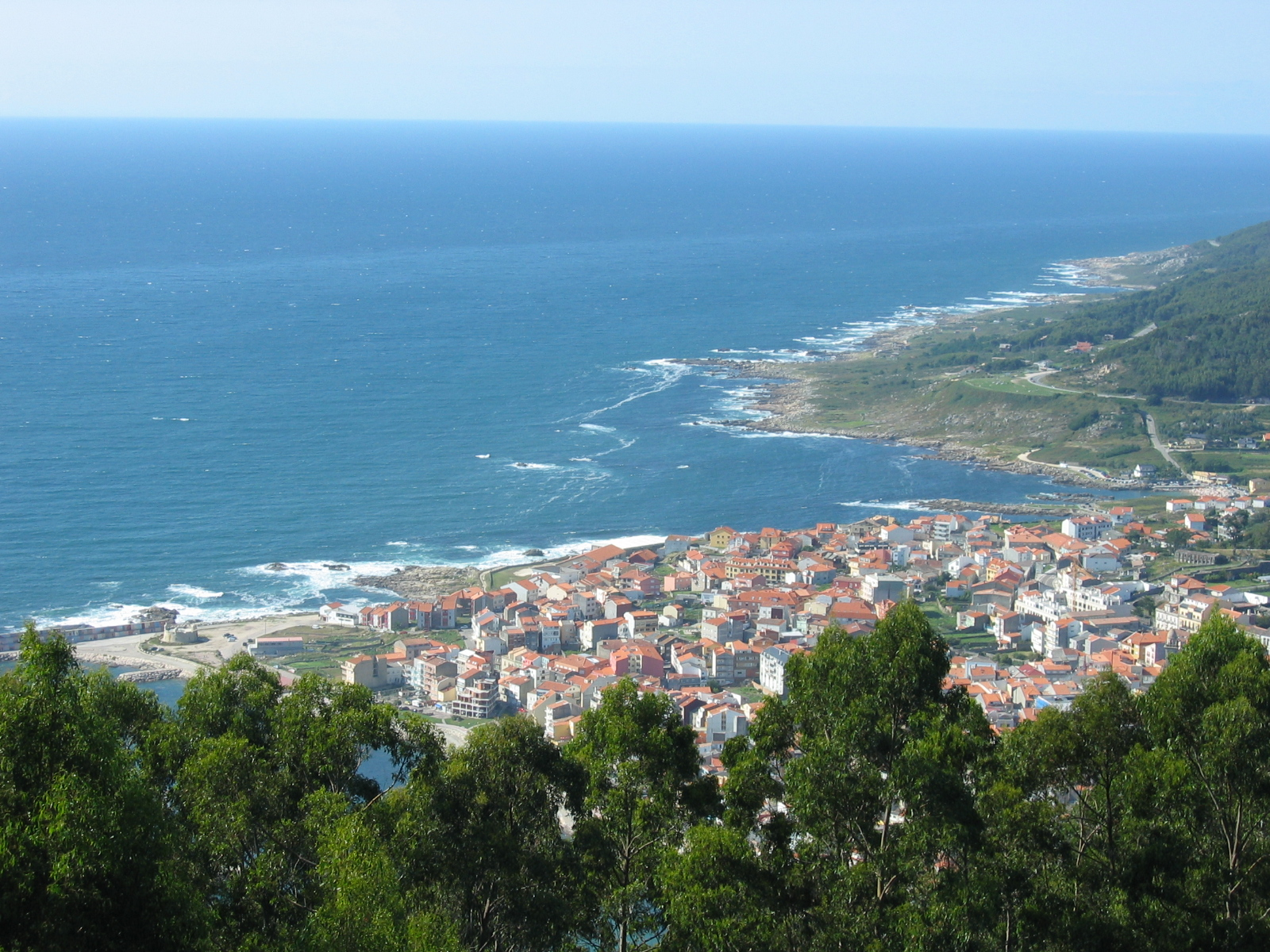
Vista de La Guardia desde el monte
- Catálogo de tipos de siglas poveiras/marcas de cantería identificadas en la ermita del monte de Santa Tecla